# Ordine delle Pleiadi
L'Ordine delle Pleiadi è un ordine della Dinastia Pahlavi.

## Storia
L'Ordine è stato fondato nel gennaio 1955. La ragione e lo scopo della fondazione dell'Ordine non è ancora chiara in quanto i Pahlavi avevano già stabilito nel 1939 un Ordine femminile (l'Ordine della Luce degli Ariani). Si ritiene che l'Ordine onori Soraya Esfandiary Bakhtiari, la seconda moglie dell'ex Scià Mohammad Reza Pahlavi. Il nome dell'Ordine si riferisce alle Pleiadi, un ammasso stellare situato nella costellazione del Toro nell'emisfero settentrionale. Soraya è un nome femminile persiano con un riferimento alle Pleiadi.

## Classi
L'Ordine dispone delle seguenti classi di benemerenza:
- Dama di I Classe: consorti femminili di sovrani regnanti
- Dama di II Classe: principesse reali
- Dama di III Classe: membri femminili di famiglie reali e dame di alto rango

## Insegne
- Il distintivo sulla fascia della I Classe è un medaglione rotondo d'oro dorato circondato da sei ornamenti aperti, a forma di grandi anelli matrimoniali in oro, tra gli ornamenti vi sono delle conchiglie. Il disco centrale è smaltato di blu, con raffigurate sette stelle d'oro, sormontato da brillanti, raffiguranti le Pleiadi, il disco è circondato da un anello smaltato di bianco e oro con essa all'interno 24 stelle, in oro e brillanti. Il disco è sormontato da una corona imperiale stilizzata, smaltata di diversi colori e arricchita di carbonchi e brillanti.
- Il distintivo da spalla è simile al precedente, ma più grande.
- Il distintivo sulla fascia della II Classe è quasi identico al distintivo della prima classe, ma il medaglione e le stelle su di esso sono realizzati in argento dorato. Inoltre, la corona è smaltato senza i carbonchi e brillanti.
- Le medaglie mostrano l'immagine del distintivo dell'ordine come un rilievo tutto tondo. Le medaglie sono sovrastate dalla corona imperiale stilizzata a cui è fissato un anello semplice. Le medaglie sono di aspetto identico per tutte le classi, tranne per il metallo appartenente alla classe particolare.
- Il nastro è bianco con due strisce azzurre.